# Trindade (Sao Tomé en Principe)
Trindade is de hoofdstad van het district Mé-Zóchi in Sao Tomé en Principe. De stad ligt op het eiland Sao Tomé op 10 kilometer van de stad Sao Tomé, de hoofdstad van Sao Tomé en Principe. De stad heeft 8.134 inwoners (2010).

## Bevolkingsontwikkeling
| Jaar                       | Inwoners |
| -------------------------- | -------- |
| 1999 (officiële schatting) | 6.636    |
| 2001 (volkstelling)        | 6.049    |
| 2010 (berekening)          | 8.134    |

Provincies: Sao Tomé (Sao Tomé) · Principe (Santo António)
Districten: Água Grande (Sao Tomé) · Cantagalo (Santana) · Caué (São João dos Angolares) · Lembá (Neves) · Lobata (Guadalupe) · Mé-Zóchi (Trindade) · Pagué (Santo António)
Eilanden: Ilhéu Bom Bom · Ilhéu das Cabras · Ilhéu Caroço · Principe · Ilhéu das Rolas · Ilhéu de Santana · Sao Tomé · Tinhosa Grande · Tinhosa Pequena